# Oreye
Oreye är en kommun i Belgien.   Den ligger i provinsen Liège och regionen Vallonien, i den östra delen av landet, 70 km öster om huvudstaden Bryssel. Antalet invånare är 3 549.
Trakten runt Oreye består till största delen av jordbruksmark. Runt Oreye är det tätbefolkat, med 511 invånare per kvadratkilometer.